# Aragonès de les Comarques Xurres
L'aragonès de les Comarques Xurres fou una varietat de la llengua aragonesa que es parlà a les comarques xurres del País Valencià: l'Alt Millars, l'Alt Palància, el Racó d'Ademús, els Serrans, la Foia de Bunyol i la Canal de Navarrés. Semblantment a l'aragonès de les comunitats aragoneses, parlat al sud d'Aragó, es va castellanitzar i solament en resten diversos trets de substrat que caracteritzen l'actual castellà xurro, una varietat de castellà que, a més dels esmentats aragonesismes, té un adstrat valencià important.
La presència de l'aragonès a les comarques xurres es deu a repobladors aragonesos i navarresos d'aquestes comarques interiors a l'edat mitjana. La frontera entre l'aragonès i el català es pot explicar en la Serra d'Espadà per les fronteres de la Diòcesi d'Albarrasí-Sogorb i en Penyagolosa per la frontera entre Terol i el Regne de València. Les repoblacions amb aragonesos o amb valencians aragonesoparlants van continuar en el segle xvii després de ser expulsats els moriscos.
Els textos medievals en romanç aragonès, dirigits a gent aragonesoparlant, són la prova que es parlava aragonès, però a la vegada s'escrivien a la ciutat de València per escrivans que no eren necessàriament aragonesoparlants i també escrivien textos adreçats als castellans de la Corona de Castella. Aquests textos combinen paraules de l'aragonès oriental comunes amb el català (bestiar), però sovint no presenten altra classe de lèxic o fonètica aragonesa i coincideixen amb el model castellà.

Una mostra de text adreçat a la població aragonesoparlant de les comarques xurres són les ordinacions del Tribunal del ligallo de pastors de Sogorb de 1312:
| « | Primerament, queremos e atorgamos que en el comienço d'aquel legaxo sean esleýdos dos homines buenos, jurados, los quales juren fer e tener e mantener el dito legaxo dentro un anyo primero venidero e contínuament complido, dentro el qual anyo que dos vegades faga fer [legaxo] en aquel tiempo que los conozerá que sea más provechoso, e que todos los pastores del término de Sogorbe sean tenidos de venir al dito legaxo; e los jurados deven leer los hordenamientos de juso escriptos, en presencia de todos los senyores de las cabanyas ho de los bestiares, e nombrar cada uno por su nombre. | » |

I també un text de Segorb de 1429:
| « | Et por aquesto en los ditos nombres de la vna part. Et yo, María, muller quondam del dito defuncto, vecina del lugar de Viver, de la otra part. Scientment e de scierta sciencia la vna part de nos con la otra venjmos en diujsión, comjssión, partición, e amigable composición en e de todos los bienes, derechos e acciones assí sitios como mobles o por sí mouientes que en tiempo passado fueron e an stado comunes e jndiujsos entre el dito defuncto, padre de la dita Toda e mj, dita María, de la otra part por razón de la hermandat e jermanía entre mj, dita María, et el dito mj marido defuncto en el tiempo de nuestas nupcias ffeita la mjttat de los quales ditos bienes pertenesce e pertenescer debe e puede por derecho de herencia et succesión a los ditos Bartolomé Domjngo et Toda, legítimos succesores del dito defuncto (ROSA GÓMEZ CASAÑ, aproximación. doc.6 2 d'agosto de 1429 | » |

Evolució històrica del navarrès-aragonès

## Lèxic
Actualment hi ha paraules pròpies del castellà de les comarques xurres (que poden ser comunes amb el català valencià), i que pleguen aquest de la comarca terolana de Gúdar-Javalambre; és el cas de dacsa ("blat de moro"). No podem saber si eren usuals quan se'n parlava aragonès, però en el cas de azagador ("cabanyera", sentit amb la pronunciació /asagadó/ en benasquès) sí, perquè es troba en els textos romances de Terol